# Gaúcho da Fronteira
Gaúcho da Fronteira, nome artístico de Heber Artigas Frós Armuá (Laureles, Tacuarembó, 23 de junho de 1947), é um cantor, compositor, instrumentista e músico uruguaio naturalizado brasileiro. É um dos mais conhecidos intérpretes de música regional gaúcha.

## Biografia

### Vida pessoal
Gaúcho da Fronteira nasceu em Laureles (Tacuarembó) Uruguai, mas cresceu na cidade de Rivera, formando- se como torneiro mecânico. Ainda na juventude, em 1968, faz parte de "Os vaqueanos", grupo nativista de Santana de Livramento. Antes da fama, trabalhou como peão de estância, taxista e motorista de caminhão.
Teve uma relação bem próxima com Val Marchiori, antes dela ser famosa e estrelar o reality show Mulheres Ricas, da TV Bandeirantes.
Em 2009 naturalizou-se brasileiro.

### Carreira musical
Começou a tocar violão, sanfona e bandoneón na infância. Em 1968 entrou no grupo Os Vaqueanos, com quem gravou alguns discos. Em 1975 gravou o primeiro LP solo, Gaúcho da Fronteira, e firmou-se como um representante da tradicional música dos pampas.
Nos década de 1980, sua popularidade estendeu-se pelo Brasil todo, com suas canções bem-humoradas e dançantes. Na década de 1990 voltou-se para outras manifestações musicais tradicionais brasileiras, lançando em 1999 o CD Forronerão, ao lado do grupo Brasas do Forró, unindo o folclore brasileiro de um extremo a outro do país. Deste disco emplacaram os sucessos Forronerão, mistura de forró e vanerão, e Vanerão Sambado que, como o nome sugere, mistura vanerão com samba. O maior sucesso de sua carreira foi Nhecovari Nhecofum.
Outra grande canção de sucesso foi Herdeiro da Pampa Pobre, parceria com Vainê Darde, que foi regravada pelo grupo gaúcho de rock Engenheiros do Hawaii, em 1991. Nesse mesmo ano, participou de um filme intitulado Gaúcho Negro, tendo no elenco Letícia Spiller e Juliana Baroni, entre outros.
Em 2018, lançou o seu primeiro DVD, em comemoração aos 50 anos de carreira. O DVD foi gravado no dia 20 de setembro, no Credicard Hall, em São Paulo, e contou com a participação de nomes da música sertaneja, como o cantor Leonardo e as duplas César Menotti & Fabiano e Chitãozinho & Xororó, além de artistas da música tradicionalista gaúcha.

### Política
O cantor foi candidato a deputado estadual em 2010 pelo PTB do RS e em 2014 pelo PSDB, não sendo eleito em nenhuma das ocasiões.

## Discografia

### Álbuns de estúdio
- 1975: Gaúcho da Fronteira - Beverly
- 1976: Mensagem do Sul - Querência
- 1980: Meu Rastro - Rodeio / WEA
- 1981: Isto Que é Gaiteiro Bom - Rodeio / WEA
- 1984: Gaita Companheira - Rodeio / WEA
- 1985: Na Base do Varifum - WEA / Warner Music
- 1986: Rio Grande de Sempre - WEA
- 1987: O Toque do Gaiteiro - WEA
- 1988: Gaiteiro, China e Cordeona - Chantecler
- 1990: Gaitaço - Chantecler
- 1991: Acordes Orientais - Chantecler
- 1992: Pêlo Duro - Chantecler
- 1994: Tão Pedindo um Vanerão - Chantecler / Warner Music
- 1996: Amizade de Gaiteiro - Continental / East West
- 1998: Xucro de Campanha - Warner Music
- 2000: Canta Para Elas - Continental / East West
- 2002: Para Sempre: Gaúcho da Fronteira - EMI
- 2002: Balança Brasil
- 2002: Bailão do Gaúcho da Fronteira
- 2007: De Vanerão a Chamamé - Atração Fonográfica
- 2008: Gaúcho Doble Chapa - Gravadora ACIT
- 2018: Esse Gaúcho Sou Eu

### Álbuns ao vivo
- 1999: Forronerão Ao Vivo: Gaúcho da Fronteira & Brasas do Forró - Warner Music

### Coletâneas
- 1991: Gaúcho Negro - Som Livre
- 2001: Seleção de Ouro
- 2005: 30 Anos de Sucesso